# Монтођо
Монтођо (итал. Montoggio) је насеље у Италији у округу Ђенова, региону Лигурија.
Према процени из 2011. у насељу је живело 1359 становника. Насеље се налази на надморској висини од 443 м.

## Становништво
Према резултатима пописа становништва 2011. у општини је живело 2.062 становника.
| 1931. | 1936. | 1951. | 1961. | 1971. | 1981. | 1991. | 2001. | 2011. |
| ----- | ----- | ----- | ----- | ----- | ----- | ----- | ----- | ----- |
| 3.366 | 3.164 | 2.814 | 2.267 | 1.824 | 1.906 | 1.934 | 1.988 | 2.062 |